# Josef Müller
Josef Müller (Steinwiesen, Alta Franconia, 27 de marzo de 1898 - Múnich, 12 de septiembre de 1979), también conocido como Ochsensepp (el buey Josef, debido a su fuerte contextura física) fue un político alemán, miembro de la Resistencia alemana al régimen nazi de Adolf Hitler durante la Segunda Guerra Mundial. Al finalizar la guerra, fue fundador de la Unión Social Cristiana de Baviera (CSU).

## Biografía
Josef Müller nació en Steinwiesen, Alta Franconia, en el seno de una familia católica y con los años se hizo un nombre en el mundo de la abogacía. Durante la República de Weimar, Müller participó activamente en política como miembro del regionalista Partido Popular Bávaro (BVP).

### Dictadura nazi
Durante el régimen nazi, Müller ejerció como abogado defensor de muchos opositores al nazismo. También formó parte de la resistencia católica y estuvo en contacto con muchas figuras de la resistencia en la Abwehr como el almirante Canaris, Hans von Dohnanyi y Hans Oster.
Durante la primera etapa de la guerra (1939-1940), Müller realizó varios viajes a la Ciudad del Vaticano, bajo la identidad de “X”. Müller hacía de correo entre la resistencia alemana y la inteligencia británica, buscando cooperación para organizar un golpe de Estado para reemplazar al régimen de Hitler con un gobierno antinazi integrado por civiles con el apoyo del ejército alemán.
La correspondencia y los informes de inteligencia relacionados con la conspiración eran entregadas, a través de un intermediario, a manos del papa Pío XII, quien tras revisarlas las enviaba a Lord Halifax en Inglaterra. Dohnanyi compiló el material en un informe que contenía una lista de personas dispuestas a asumir posiciones en un eventual gobierno civil que tomaría el poder en Alemania luego del golpe de Estado. A pesar de que Müller urgía a Dohnanyi que destruyera los documentos de inmediato, estos cayeron en manos de la Gestapo, a quien le fueron muy útiles especialmente durante las purgas que siguieron al intento de asesinato de Hitler de julio de 1944.
Müller fue arrestado en 1943 y fue internado en el Campo de concentración de Flossenbürg. Al contrario de sus compañeros de prisión Canaris, Oster y Dietrich Bonhoeffer, quienes fueron ejecutados en abril de 1945, Müller fue trasladado a un campo de concentración ubicado en el Tirol junto a otros 138 "prisioneros especiales" (Sonderhäflinge) y de un grupo de personas que habían sido hechas prisioneras por su condición de parientes de detenidos (Sippenhaftung), todas personas de cierta prominencia que las SS habían mantenido prisioneras en el pueblo de Niederdorf con el objeto de ser utilizados para el intercambio de prisioneros. Todos ellos fueron liberados por el 5.º Ejército de los Estados Unidos el 5 de mayo de 1945.

### Posguerra

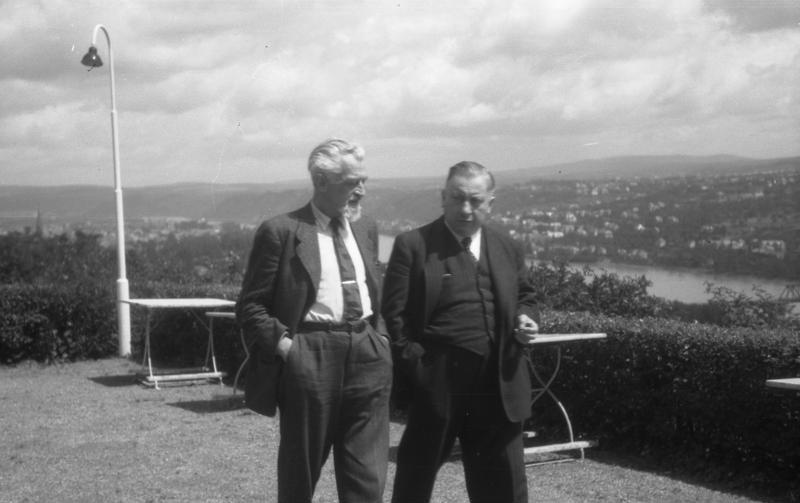
Josef Müller (derecha) y Hermann Lüdemann, hacia 1948.

Durante la posguerra Müller trabajó por la fundación de un nuevo partido cristiano integrado tanto por católicos como por protestantes. Junto con Adam Stegerwald, Müller fue uno de los fundadores de la Unión Social Cristiana de Baviera y fue su primer presidente entre 1945 y 1949. Müller pertenecía al ala más liberal del partido en Franconia y fue el mayor oponente del conservador jefe de la vieja guardia bávara, Alois Hundhammer. Así mismo, Müller fue el padrino político del entonces joven Franz Josef Strauß.
Después de que la Unión Social Cristiana obtuviera su primera victoria en las elecciones regionales de Baviera en 1946, Hundhammer se opuso a la nominación de Müller como ministro-presidente de Baviera y propuso en su lugar a Hans Ehard como candidato de compromiso. Una vez electo Ehard designó a Müller como ministro de justicia y automáticamente entró en el gobierno bávaro. A partir de 1950 ejerció de primer ministro suplente del estado bávaro, aunque renunció en 1952. 
Josef Müller murió el 12 de septiembre de 1979 en Múnich.